# یووانا مونتالوو
یووانا مونتالوو (انگلیسی: Yuvanna Montalvo؛ زادهٔ ۱۵ مارس ۱۹۸۸) مدل و بازیگر اهل مکزیک است.